# Eupithecia frequens
Eupithecia frequens là một loài bướm đêm trong họ Geometridae.